# Microregione di Meruoca
Meruoca è una microregione dello Stato del Ceará in Brasile, appartenente alla mesoregione di Noroeste Cearense.

## Comuni
Comprende 2 municipi:
- Alcântaras
- Meruoca